# Gioco in villa
Gioco in villa (Une étrange affaire) è un film del 1981 diretto da Pierre Granier-Deferre.